# Cantone di Laragne-Montéglin
Il Cantone di Laragne-Montéglin è una divisione amministrativa dell'arrondissement di Gap.
A seguito della riforma approvata con decreto del 20 febbraio 2014, che ha avuto attuazione dopo le elezioni dipartimentali del 2015, è passato da 7 a 13 comuni. Dal 1º gennaio 2016 per effetto della fusione di tre comuni il numero è passato a 11.

## Composizione
I 7 comuni facenti parte prima della riforma del 2014 erano:
- Eyguians
- Laragne-Montéglin
- Lazer
- Monêtier-Allemont
- Le Poët
- Upaix
- Ventavon

Dal 2015 i comuni appartenenti al cantone sono i seguenti 13, poi ridottisi a 11 dal 1º gennaio 2016 a seguito della fusione dei preesistenti comuni di Antonaves, Châteauneuf-de-Chabre e Ribiers nel nuovo comune di Val-Buëch-Méouge:
- Barret-sur-Méouge
- Éourres
- Laragne-Montéglin
- Lazer
- Monêtier-Allemont
- Le Poët
- Saint-Pierre-Avez
- Salérans
- Upaix
- Val-Buëch-Méouge
- Ventavon